# Panicale
Panicale is een gemeente in de Italiaanse provincie Perugia (regio Umbrië) en telt 5623 inwoners (31-12-2004). De oppervlakte bedraagt 78,8 km², de bevolkingsdichtheid is 71 inwoners per km².
De volgende frazioni maken deel uit van de gemeente: Tavernelle, Colle San Paolo, Missiano, Casalini, Colle Calzolaro, Macereto, Mongiovino, Montale, Colgiordano, Gioveto, Migliaiolo.

## Demografie
Panicale telt ongeveer 2173 huishoudens. Het aantal inwoners steeg in de periode 1991-2001 met 2,9% volgens cijfers uit de tienjaarlijkse volkstellingen van ISTAT.
| Jaar | Inwoneraantal |
| ---- | ------------- |
| 1991 | 5185          |
| 2001 | 5335          |

## Geografie
De gemeente ligt op ongeveer 441 m boven zeeniveau.
Panicale grenst aan de volgende gemeenten: Castiglione del Lago, Magione, Paciano, Perugia, Piegaro.